# 穂村弘
穂村 弘（ほむら ひろし、1962年5月21日 - ）は、日本の歌人。歌誌「かばん」所属。
加藤治郎、荻原裕幸とともに1990年代の「ニューウェーブ短歌」運動を推進した、現代短歌を代表する歌人の一人。批評家、エッセイスト、絵本の翻訳家としても活動している。
第一歌集『シンジケート』(1990年)が反響を呼ぶ。ほかの歌集に『ドライ ドライ アイス』(1992年)、『手紙魔まみ、夏の引越し(ウサギ連れ)』(2001年)など。

## 人物
北海道札幌市に長男（ひとりっ子）として生まれる。父親は鉱山技師で、夕張市の炭鉱に勤務した後、建設会社に勤務した。両親はともに北海道出身（父親は北見市出身、母親は東京都生まれの北見市育ち）。なお、父方の曽祖父は明治時代に屯田兵として現在の北見市内に入植した。父親の転勤で、2歳の時に神奈川県相模原市に移る。1969年4月、相模原市立相模台小学校に入学。父親の転勤により、 1972年には横浜市立瀬谷小学校に、1973年には名古屋市立鶴舞小学校に転校している。小学校の卒業アルバムに書いた将来の夢は、「詩人」。小学5年から高校卒業まで愛知県名古屋市昭和区で育つ。1975年4月、名古屋市立北山中学校に入学。1978年4月、名古屋市立桜台高等学校に入学。天文部にて伊藤史隆と同期。
1981年4月、北海道大学文I系に入学。在学中はワンダーフォーゲル部に所属。北海道大学在学中に、友人の影響で塚本邦雄の作品を読んだことから、短歌に興味を持ち始める。1981年、北海道大学文I系を退学。1983年、上智大学文学部英文学科に入学。ベンチプレスに熱中し始める。1985年、林あまりらの作品に触発され、作歌を開始。1986年、連作「シンジケート」で第32回角川短歌賞次席。この年の受賞者は俵万智だった。「かばん」誌上にて林あまりに激賞される。
1987年、上智大学文学部英文学科を卒業。卒業論文は「全作品が邦訳されているから」という理由でヘミングウェイを選んだ。システムエンジニアとして就職し、その後総務課へ移る。荻原裕幸が企画・運営したシンポジウムに参加、同世代の歌人たちと知り合う。1988年、歌誌「かばん」に入会。1990年、第1歌集『シンジケート』を刊行。石田比呂志に「同じ人間の作ったものがわからんはずがないと心を奮いたたせるのだが、力めば力むほどチンプンカンプンで歯が立たぬ」、高橋源一郎に「俵万智が三百万部売れたのなら、この歌集は三億冊売れてもおかしくないのに」と評された。1992年、第2歌集『ドライ ドライ アイス』を刊行。「夏休みの自由研究みたいな感じ」を目指した作品であった。
1994年、初のショートストーリー集『いじわるな天使から聞いた不思議な話』を刊行。1996年、ほむらひろし名義で絵本の翻訳を始める。1998年、加藤治郎・荻原裕幸とニューウェーブ歌人3人で、企画集団SS-PROJECT（エスツー・プロジェクト）を結成。インターネットを積極的に利用するなど、歌壇にとらわれない活動を展開。角川書店『短歌』9月号に発表したエッセイ「＜わがまま＞について」（『短歌という爆弾』2001年に収録）が評判を呼ぶ。この頃からテレビ番組や朗読イベントに出演するようになる。
1999年10月、「手紙魔まみ」こと雪舟えまから初めての手紙が届き、交流が始まる。2000年9月26日、穂村弘の住む町「ごーふる・たうん BBS」ができる。2001年、高校教科書に短歌が収録される。高橋源一郎『日本文学盛衰史』に石川啄木作という設定で作品を提供。大学の特別講義を初めて行う。7月、第3歌集『手紙魔まみ、夏の引越し（ウサギ連れ）』を刊行。「まみ」と「穂村弘」の対話の構成で、作品における一人称は「まみ」にあり、現代における愛の形を少女の側から描こうとした。2002年、日本経済新聞「プロムナード」欄掲載作を中心とした初のエッセイ集『世界音痴』を刊行。2003年、読売新聞の読書委員に就任。2004年まで務める。
2008年5月、評論集『短歌の友人』で第19回伊藤整文学賞評論部門を受賞。受賞理由について、選考委員の菅野昭正は「1980年代以降の現代短歌の形式と内容の変化をとらえ、分かりやすく分析した」と述べた。同年9月、『楽しい一日』で第43回短歌研究賞を受賞。石井陽子とコラボレーションしたメディアアート作品『火よ、さわれるの』でアルス・エレクトロニカインタラクティブ部門栄誉賞を受賞。日経歌壇選者に就任。2009年、朝日新聞の書評委員に就任。2012年まで務める。2013年、絵本『あかにんじゃ』で第4回ようちえん絵本大賞特別賞受賞。2015年、NHK全国学校音楽コンクール（高等学校の部）課題曲『メイプルシロップ』の作詞を担当（作曲は松本望）。
2017年、エッセイ集『鳥肌が』で第33回講談社エッセイ賞受賞。2018年、第4歌集『水中翼船炎上中』で第23回若山牧水賞受賞。2019年、「ラジオ深夜便」（NHKラジオ）4時台のコーナー「ほむほむのふむふむ」スタート。2020年、文藝賞選考委員に就任。
短歌は、時代や社会を定点観測するものであるとともに、歴史や形式、さらに言えば日本とは何かを考えさせるものであるとしている。また、詩歌は「若さの狂気ともいうべき、あの特殊なテンション」が武器になりうるとも述べている。

## 著作

### 歌集
- 『シンジケート』沖積舎、1990年10月。ISBN 4-80601-085-5

第一歌集。栞文は塚本邦雄・坂井修一・林あまり。帯文は大島弓子。装丁は藤林省三。
新装版。講談社、2021年5月。ISBN 978-4-06-523212-5。装画はヒグチユウコ、装丁は名久井直子、解説は高橋源一郎。
- 『ドライ ドライ アイス』沖積舎、1992年11月。ISBN 4-80601-057-X

第二歌集。装丁は戸田ヒロコ。
- 『手紙魔まみ、夏の引越し（ウサギ連れ）』小学館、2001年6月。ISBN 4-09387-349-6　小学館文庫、2014年2月。ISBN 978-4-09-406022-5

第三歌集。挿絵はタカノ綾。
- 『ラインマーカーズ―The Best of Homura Hiroshi』小学館、2003年5月。ISBN 4-09387-449-2　小学館文庫（解説：瀬戸夏子）、2022年11月 9784094071962

ベスト版。装画は大竹伸朗。装丁は名久井直子。

- 『水中翼船炎上中』 講談社、2018年5月。ISBN 978-4-06-221056-0

第四歌集。装丁は名久井直子。

### 歌論・入門書
- 『短歌という爆弾―今すぐ歌人になりたいあなたのために』小学館、2000年3月。ISBN 4093873127　小学館文庫（解説：枡野浩一）、2013年11月。ISBN 4094088695

装丁は谷田一郎。
- 『短歌の友人』河出書房新社、2007年12月。ISBN 4-30901-841-6 河出文庫（解説：高橋源一郎）、2011年2月。ISBN 4-30941-065-0 　第一章　短歌の感触のなかの「ポイントふたつ」は『かばん』2002年12月号より
- 『人魚猛獣説―スターバックスと私』かまくら春秋社、2009年12月。ISBN 4-77400-450-2
- 『短歌ください』メディアファクトリー、2011年3月。ISBN 4-8401-3864-8　角川文庫（解説：俵万智）、2014年6月。ISBN 9784041026045　装幀は川名潤、装丁画は陣崎草子。
- 『短歌ください　その二』メディアファクトリー、2014年3月。ISBN 4-0406-6368-3 装幀は川名潤、装丁画は陣崎草子。
  - 『短歌ください　明日でイエスは２０２０才篇』角川文庫（解説：寺井龍哉）、2020年9月。ISBN 978-4041026458
- 『はじめての短歌』成美堂出版、2014年4月。ISBN 4-4153-1293-4　河出文庫（解説：山田航）、2016年10月。ISBN 978-4-309-41482-9
- 『ぼくの短歌ノート』講談社、2015年6月。ISBN 4-06219-458-9 講談社文庫（解説：東直子）、2018年6月。ISBN 978-4-06-511833-7
- 『短歌ください　君の抜け殻篇』KADOKAWA、2016年3月 ISBN 978-4-04-068353-9
- 『短歌ください　双子でも片方は泣く夜もある篇』KADOKAWA、2019年3月 ISBN 978-4-04-0654423
- 『短歌のガチャポン』小学館、2022年12月 ISBN 978-4-0938-8895-0
- 『短歌ください　海の家でオセロ篇』KADOKAWA、2023年3月 ISBN 9784046820440

### エッセイ
- 『世界音痴』小学館、2002年4月。ISBN 4-09387-373-9　小学館文庫（解説：村井康司）、2009年10月 ISBN 4-09408-441-X
- 『もうおうちへかえりましょう』小学館、2004年5月。ISBN 4-09387-508-1　小学館文庫（解説：山崎ナオコーラ）、2010年8月 ISBN 4-09408-536-X

2作ともにカバー写真は小林キユウ。
- 『現実入門 ほんとにみんなこんなことを？』光文社、2005年3月。ISBN 4-33497-477-5　光文社文庫（解説：江國香織）、2009年2月 ISBN 4-33474-548-2

装丁は鈴木成一デザイン室。カバー写真は高橋和海。挿絵は岩井勝之。
- 『本当はちがうんだ日記 』集英社、2005年3月。ISBN 4-08774-766-2　集英社文庫（解説・三浦しをん）、2008年9月 ISBN 4-08746-353-2

装丁・装画は池田進吾。
- 『にょっ記』文藝春秋、2006年3月。ISBN 4-16324-740-8 文春文庫（解説・長嶋有）、2009年3月 ISBN 4-16775-360-X

挿絵はフジモトマサル。装丁は名久井直子。
- 『もしもし、運命の人ですか。』メディアファクトリー、2007年3月　MF文庫ダ・ヴィンチ（解説：瀧波ユカリ）、2010年12月 ISBN 4-84013-667-X　角川文庫（解説：瀧波ユカリ、ハルカ）、2017年1月 ISBN 4041026245

デザインは仲條正義。
- 『整形前夜』 講談社、2009年4月。ISBN 978-4-06-215396-6　講談社文庫（解説：豊崎由美）、2012年7月 ISBN 4-06277-231-0

装丁は服部一成。
- 『にょにょっ記』 文藝春秋、2009年7月。ISBN 978-4-16-328360-9 文春文庫（解説：西加奈子）、2012年1月 ISBN 4-16780-166-3
- 『ぼくの宝物絵本』白泉社、2010年4月。ISBN 978-4-59-273256-3 河出文庫（解説：及川賢治）、2017年6月 ISBN 978-4-309-41535-2
- 『絶叫委員会』筑摩書房、2010年5月。ISBN 978-4-48-081509-5 ちくま文庫（解説：南伸坊）、2013年6月 ISBN 4-48043-066-0
- 『君がいない夜のごはん』NHK出版、2011年5月。ISBN 978-4-14-005600-4 文春文庫（解説：本上まなみ）、2019年2月 ISBN 978-4-16-791229-1
- 『蚊がいる』メディアファクトリー、2013年9月 ISBN 978-4-84-015430-7　角川文庫（解説：陣崎草子）、2017年2月 ISBN 4-04102-625-3

装丁は横尾忠則。
- 『にょにょにょっ記』文藝春秋、2015年9月。ISBN 978-4-16-390326-2　文春文庫、2018年7月 ISBN 978-4-16-791106-5
- 『鳥肌が』PHP研究所、2016年7月。ISBN 978-4-56-983051-3　PHP文芸文庫（解説：福澤徹三）、2019年7月 ISBN 978-4-56-976943-1

装丁は祖父江慎。
- 『野良猫を尊敬した日』講談社、2017年1月。ISBN 978-4-06-220395-1　講談社文庫（解説：雪舟えま）、2021年2月 ISBN 978-4-06-521942-3

装丁は立花文穂。
- 『彗星交叉点』筑摩書房、2023年3月。ISBN  978-4480815712

- 『蛸足ノート』中央公論新社、2023年11月。ISBN 978-4120057144

装丁は大倉真一郎。
- 『満月が欠けている　―不治の病・緑内障になって歌人が考えたこと―』ライフサイエンス出版、2025年7月。ISBN 978-4897754925

### ショートストーリー集
- 『いじわるな天使から聞いた不思議な話』大和書房、1994年10月。ISBN 4479670114
  - 『いじわるな天使』アスペクト、2005年9月。ISBN 4-75721-182-1 アスペクト文庫、2013年11月。ISBN 4757222513

『いじわるな天使から聞いた不思議な話』の復刊。
挿絵は安西水丸。装丁は鈴木成一デザイン室。帯は一青窈。
- 『車掌』ヒヨコ舎、2003年4月。ISBN 4-43403-067-1
- 『課長』ヒヨコ舎、2006年6月。ISBN 4-43407-884-4

ともに挿絵は寺田克也。

### 歌画集・絵本
- 『ぞうのうんこ』エディションq、1997年5月。ISBN 4-87417-542-2　挿絵：東君平
- 『ブルーシンジケート』沖積舎、2003年2月。ISBN 4-80601-100-2　挿絵：井筒啓之
- 『君になりたい　恋の短歌』（めくってびっくり短歌絵本）岩崎書店、2007年1月 ISBN 4-26505-263-0 挿絵：後藤貴志
- 『サキサキ　オノマトペの短歌』（めくってびっくり短歌絵本）岩崎書店、2006年11月 ISBN 4-26505-262-2 挿絵：高畠那生
- 『そこにいますか　日常の短歌』（めくってびっくり短歌絵本）岩崎書店、2006年11月 ISBN 4-26505-261-4 挿絵：西村敏雄
- 『ぺったんぺったん白鳥がくる　動物の短歌』（めくってびっくり短歌絵本）岩崎書店、2007年1月 ISBN 4-26505-264-9 挿絵：青山明弘
- 『納豆の大ドンブリ　家族の短歌』（めくってびっくり短歌絵本）岩崎書店、2007年3月 ISBN 4-26505-265-7 挿絵：寺門孝之
- 『あかにんじゃ』岩崎書店、2012年5月 ISBN 978-4-265-08114-1 絵：木内達朗
- 『えほん・どうぶつ図鑑』芸術新聞社、2013年7月 ISBN 978-4-875-86366-3 絵：横尾忠則
- 『X字架（じゅうじか）』芸術新聞社、2014年10月 ISBN 978-4-87586-409-7 絵：宇野亜喜良
- 『まばたき』岩崎書店、2014年11月 ISBN 978-4-26508-137-0 絵：酒井駒子
- 穂村弘/文、長谷川朗/絵『しんかんせん！』くもん出版、2020年11月。ISBN 978-4-7743-3175-1。

### 詩集
- 『求愛瞳孔反射』新潮社、2002年12月。ISBN 4-10457-401-5　河出文庫（解説：吉野朔実）、2007年4月 ISBN 4-30940-843-5

挿画はかわぐちみお。

### 書評集
- 『これから泳ぎにいきませんか』河出書房新社、2017年11月。ISBN 978-4-309-02628-2 河出文庫、2021年7月。ISBN 978-4-309-41826-1
- 『きっとあの人は眠っているんだよ』河出書房新社、2017年11月。ISBN 978-4-309-02627-5 河出文庫（解説：高原英理）、2021年5月。ISBN 978-4-309-41810-0
- 『図書館の外は嵐　穂村弘の読書日記』文藝春秋、2021年1月。ISBN 978-4-16-391322-3

### 共著
- 『新星十人―現代短歌ニューウェイブ』 立風書房、1998年5月 ISBN 4-65160-068-9
- 沢田康彦、東直子ほか『短歌はプロに訊け!』本の雑誌社、2000年4月 ISBN 4-93846-389-X
  - 『短歌はじめました。百万人の短歌入門』角川ソフィア文庫、2005年10月 ISBN 4-04405-401-0

装丁は長尾敦子。挿絵は山上たつひこ、吹石一恵、吉野朔実、千葉すず、中島史恵、益子直美、本上まなみ、山﨑浩子、佐伯日菜子。帯は恩田陸。
- 『ひとりの夜を短歌とあそぼう』角川ソフィア文庫、2012年1月 ISBN 4-04405-403-7
- 『回転ドアは、順番に』東直子共著、全日出版、2003年7月　ちくま文庫（解説：金原瑞人）、2007年11月 ISBN 4-48042-388-5
- 沢田康彦、東直子ほか『短歌があるじゃないか。―一億人の短歌入門』角川書店、2004年6月 ISBN 4-04-883882-2 角川ソフィア文庫、2013年4月 ISBN 978-4-04-405406-9

装丁はクラフト・エヴィング商會。
- 『異性』角田光代共著、河出書房新社、2012年4月。ISBN 4-30902-104-2　河出文庫（解説：酒井順子）、2014年11月。ISBN 4-30941-326-9
- 『世界中が夕焼け　穂村弘の短歌の秘密』山田航共著、新潮社、2012年6月。ISBN 4-10457-402-3
- 『新・百人一首 近現代短歌ベスト100』岡井隆、永田和宏、馬場あき子共著、文春新書、2013年3月。ISBN 4-16660-909-2
- 『パラレルワールド御土産帳』パンタグラフ共著、パイインターナショナル、2015年6月。ISBN 4-75624-597-8
- 『たましいのふたりごと』川上未映子共著、筑摩書房、2015年12月。ISBN 978-4-480-81527-9
- 『池澤夏樹=個人編集 日本文学全集』29　近現代詩歌　河出書房新社、2016年9月 ISBN 978-4-309-72899-5
- 『短歌と俳句の五十番勝負』堀本裕樹共著、新潮社、2018年4月 ISBN 978-4-104-57403-2
- 『しびれる短歌』東直子共著、ちくまプリマー新書、2019年1月 ISBN 978-4-480-68916-0
- 『短歌遠足帖』東直子共著、ふらんす堂、2021年2月、ISBN 978-4-781413624

### 対談
- 『人生問題集』春日武彦との対談集、角川グループパブリッシング、2009年3月。ISBN 4-04885-013-X
  - 『秘密と友情』新潮文庫（解説：平松洋子）、2014年10月。ISBN 978-4-10-137087-3
- 『どうして書くの？―穂村弘対談集』筑摩書房、2009年9月。ISBN 4-48081-663-1

高橋源一郎、長嶋有、中島たい子、一青窈、竹西寛子、山崎ナオコーラ、川上弘美との対談を収録。
- 『穂村弘の、こんなところで。』[12]（写真：荒木経惟）KADOKAWA、2016年9月。ISBN 978-4-04-601432-0

初出：「花椿」2012年4月号～2015年12月号
- 『あの人に会いに　穂村弘対談集』毎日新聞出版、2019年1月。ISBN 9784620325484

初出：大修館書店「辞書のほん」2012年秋号～2015年冬号
- 『あのひとと短歌』NHK出版、2020年12月。ISBN 9784140162781
- 『ネコは言っている ここで死ぬ定めではないと』春日武彦、ニコ・ニコルソン共著、イースト・プレス、2021年7月。ISBN 9784781619972

### 翻訳
一部を除いてほむらひろし名義。
- サラ・ファネリ（英語版）

『ちずのえほん』フレーベル館、1996年7月。ISBN 4-57701-621-4
『ボタン』フレーベル館、1997年10月。ISBN 4-57701-783-0
『ディア・ダイアリー』フレーベル館、2001年12月。ISBN 4-57702-271-0
『とうとうとべた』フレーベル館、2003年5月。ISBN 4-57702-561-2
- メリーアン・ホバーマン、マージョリー・プライスマン

『なんでもひとつ』フレーベル館、1998年5月。ISBN 4-57701-893-4
- マージョリー・プライスマン

『エメライン、サーカスへゆく』フレーベル館、2000年10月。ISBN 4-57702-088-2
- トッド・パール（英語版）

『それでもへっちゃら』フレーベル館、2000年5月。ISBN 4-57702-085-8
『こんなかみのけ』フレーベル館、2000年5月。ISBN 4-57702-086-6
『どうぶつえんのきまり』フレーベル館、2000年12月。ISBN 4-57702-178-1
『きぶんやちゃん』フレーベル館、2000年12月。ISBN 4-57702-179-X
『おおきいちいさい』フレーベル館、2001年9月。ISBN 4-57702-286-9
『くろいしろい』フレーベル館、2001年9月。ISBN 4-57702-287-7
『パンツのきまり』フレーベル館、2001年11月。ISBN 4-57702-276-1
『ほんとのともだち』フレーベル館、2001年11月。ISBN 4-57702-275-3
『おかあさん』フレーベル館、2002年5月。ISBN 4-57702-409-8
『おとうさん』フレーベル館、2002年5月。ISBN 4-57702-410-1
『オットー ともだちをさがしに』フレーベル館、2003年7月。ISBN 4-57702-683-X
『オットー ねむれないよる』フレーベル館、2003年9月。ISBN 4-57702-684-8
『いろいろかぞく』フレーベル館、2005年12月。ISBN 4-57703-154-X
- ブライアン・パターソン

『しましまゼビーのたからさがし』岩波書店、2003年11月。ISBN 4-00110-868-2
『しましまゼビー キャンプにいく』岩波書店、2003年11月。ISBN 4-00110-869-0
『しましまゼビー おうちにありがやってきた』岩波書店、2004年4月。ISBN 4-00110-871-2
『しましまゼビーのダイビング』岩波書店、2004年4月。ISBN 4-00110-870-4
- リズ・ピーション

『ビルはたいくつ』くもん出版、2005年10月。ISBN 4-77431-053-0
- ルイス・キャロル

『スナーク狩り』穂村弘名義、集英社、2014年10月。ISBN 4-08781-557-9
- ベネディクト・カルボネリ 文、ミカエル・ドゥリュリュー 絵『このほんよんでくれ！』クレヨンハウス、2019年7月5日。ISBN 978-4-86101-367-6。

### その他
- 『手紙魔まみ、ゼムクリップの運命』（講談社「東浩紀のゼロアカ道場 伝説の文学フリマ決戦」収録。初出「チョコレート・てろりすと」形而上学女郎館、2008年）
- ハルカトミユキ「そんな海はどこにもない」作詞（シングル『17才』収録曲、ソニー・ミュージックアソシエイテッドレコーズ、2018年）

## 出演
- NHKアカデミア「穂村弘 生きるヒントが、ここに。」（2024年1月10日、NHK Eテレ）[13]